# Ямагумо (1938)
«Ямагумо» (яп. 山雲) — японский эскадренный миноносец времён Второй мировой войны, шестой типа «Асасио». Название в переводе с японского на русский означает «Горное облако» или «Облако на горе».
Заложен 4 ноября 1936 года на верфи Фудзинагата в Осака. Спущен 24 июля 1937 года, вошел в строй 15 января 1938 года.

## Конструкция

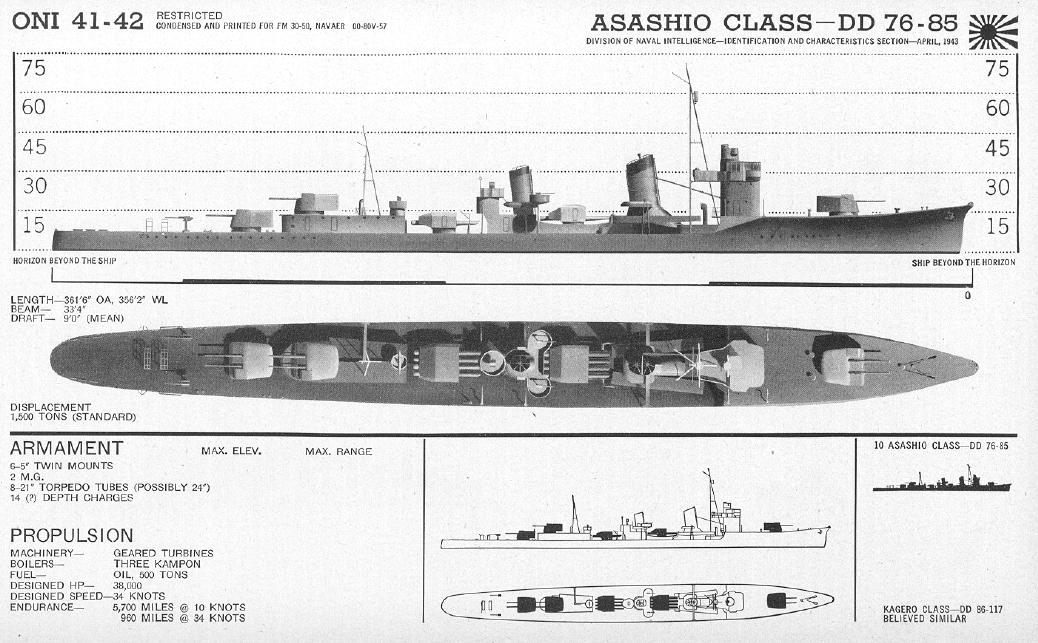
тип Асасио

Производство эсминцев данного проекта, так называемых «крейсерского» типа, было заказано в 1934 году. Они проектировались и строились после выхода Японии из договоров о ограничениях морских вооружений. За основу был взят проект эскадренных миноносцев типа «Сирацую» что давало остойчивость и прочность корпуса. Скорость и экономичность плавания должны были обеспечить два турбозубчатых агрегата, аналогичным как на типе «Фубуки», с общей мощностью в 50 тысяч л.с.. Увеличенные топливные цистерны позволили достичь дальность плавания в 10500 километров.
Огневую мощь обеспечивали:
- Три спаренные артиллерийские установки 127-мм/50 типа C, расположенных по линейно-возвышенной схеме (вторая АУ располагалась над кормовой надстройкой).
- Два спаренных зенитных автомата Тип 96, располагавшихся по бокам от второй трубы.
- Два счетверённых 610-мм торпедных аппарата Тип 92, с шестнадцать торпед торпедами Тип 93.

## История
К началу войны «Ямагумо» входил в состав 9-го дивизиона эсминцев 2-го Императорского флота Японии.
Участвовал в боях за полуостров Батаан и Соломоновы острова. Январь — февраль 1944 года сопровождал транспорта из пунктов Рабаул, Лоренгау, Трук. 19-20 июня 1944 года в Филиппинской кампании. Во время обороны Марианских островов в битве в заливе Лейте 25 октября 1944 года в проливе Суригао потоплен американским эсминцем USS McDermut (DD-677) в точке 10°16′ с. ш. 125°23′ в. д..